# Прибылово (станция)

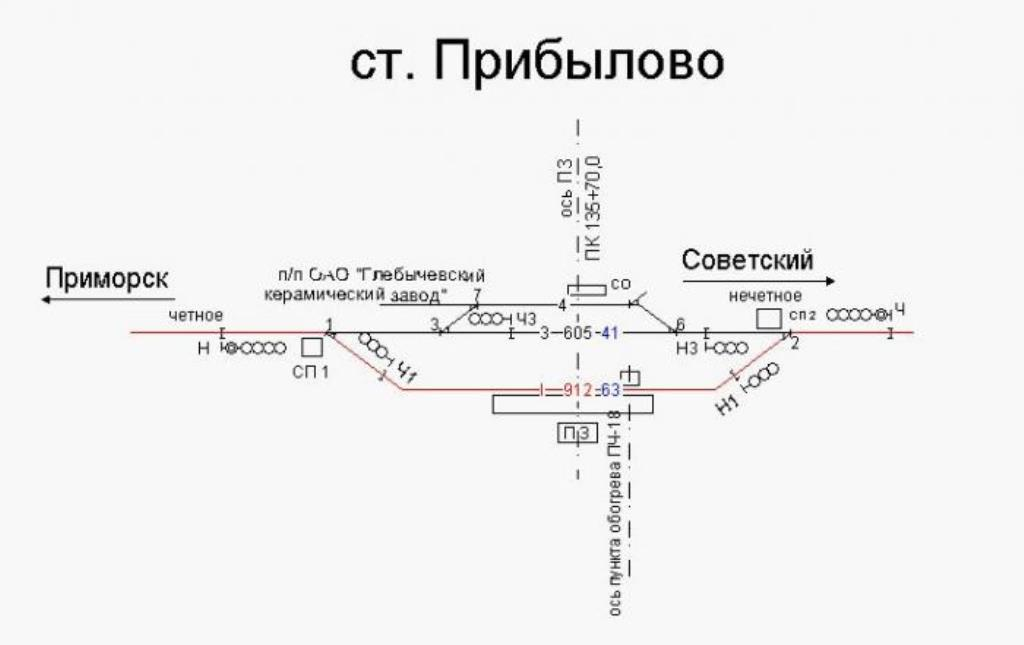
Схема путевого развития ст. Прибылово.

Прибыло́во (бывш. фин. Makslahti) — законсервированная промежуточная железнодорожная станция Октябрьской железной дороги на 135,7 км перегона Приморск — Советский линии Зеленогорск — Приморск — Выборг.

## Общие сведения
Станция территориально расположена в поселке Глебычево Приморского городского поселения Выборгского района Ленинградской области. До консервации станция находилась на ручном управлении на линии с полуавтоматической блокировкой. В настоящее время (2019 год) все светофоры погашены и закрещены.
К станции примыкает подъездной путь керамического завода.

## История
Станция Makslahti была открыта 16 января 1925 года в составе второй очереди линии Зеленогорск — Приморск — Выборг.

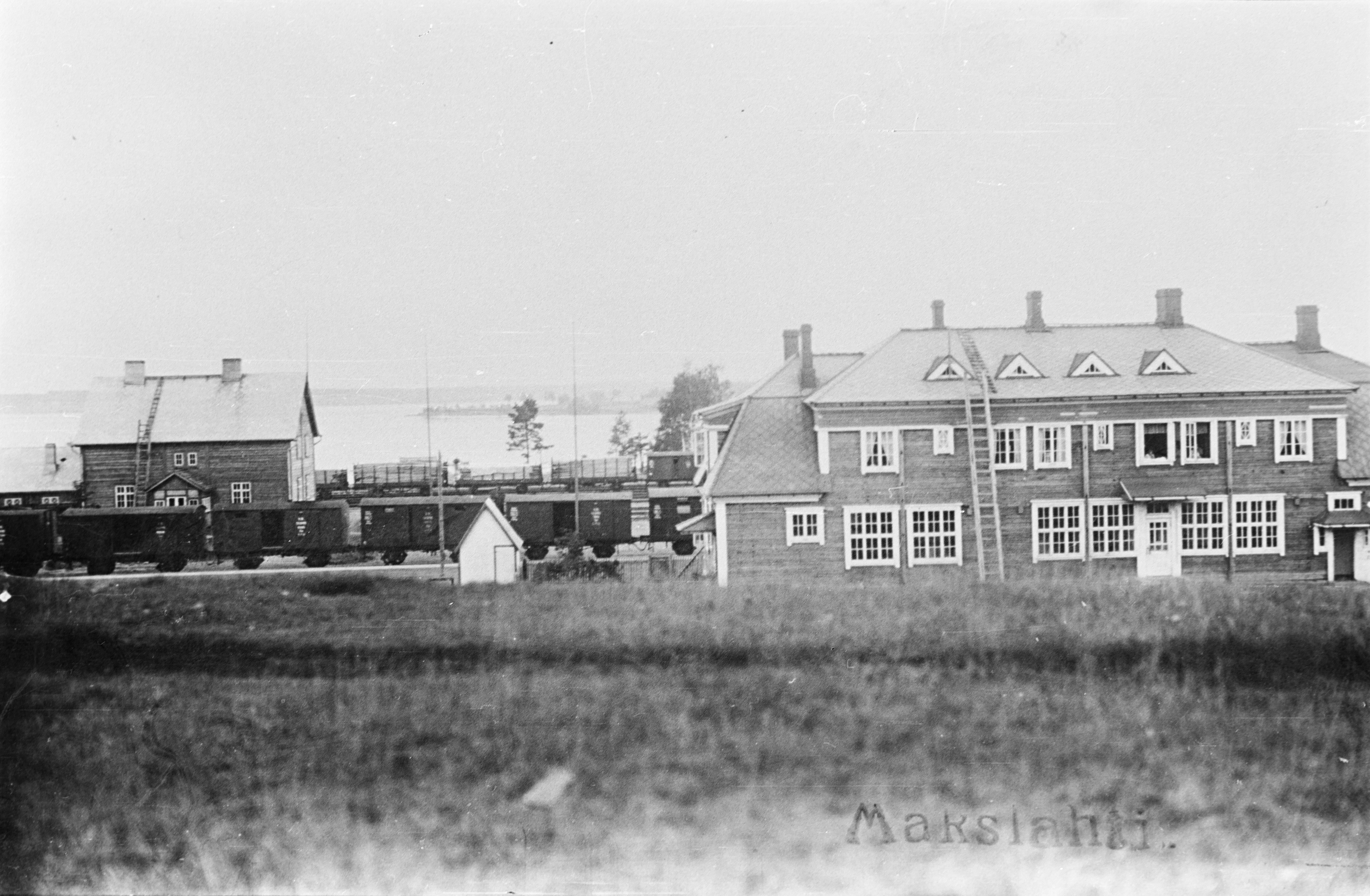
Комплекс станционных зданий. Вид на запад. 1939 год.

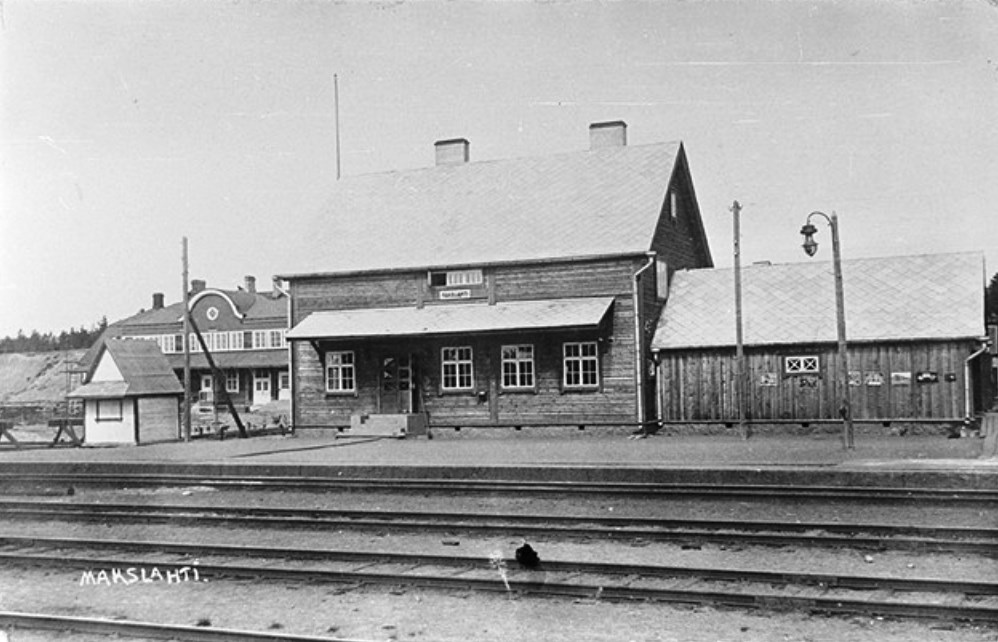
Комплекс станционных зданий. Вид на восток. 1930-е годы.

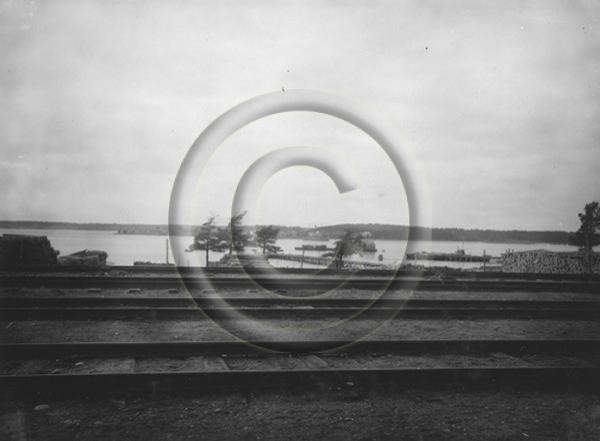
Порт Макслахти (Makslahden satama). 1931 год.

Количество боковых путей было не менее пяти (два из них — тупиковые), плюс один главный. Также существовала система причалов (часть из них сохранилась до сих пор) и подъездных путей к ним — для погрузки и разгрузки прибывающих судов прямо на железнодорожные вагоны. После Великой Отечественной войны эта система подъездных путей не восстанавливалась.
По состоянию на 2019 год станция работает как остановочный пункт. Поверх старой низкой финской пассажирской платформы заасфальтирована новая остановочная платформа длиной 80 м, на которой установлены два пассажирских павильона и две информационных таблички с названием станции. К централизованному освещению подключены установленные на опоры современные светильники с лампами ДНаТ. Пассажирское здание закрыто, билетная касса отсутствует. Проездные билеты приобретаются у кондуктора.
Кроме старой низкой пассажирской платформы сохранились две старые, совмещённые друг с другом, финские высокие платформы: багажная и грузовая.

## Пассажирское движение
По состоянию на 2020 год через станцию проходят:
- 1 утренняя пара рельсовых автобусов РА2 по маршруту Выборг-Зеленогорск-Выборг
- 1 дневная пара электропоездов ЭР2 под тепловозом M-62 по выходным дням в летний период по маршруту Санкт-Петербург-Советский-Санкт-Петербург
- 1 вечерняя пара рельсовых автобусов РА2 по маршруту Выборг-Санкт-Петербург-Выборг (с 13 октября 2014 года — со встречным разъездом по станции Приветненское).

## Галерея

Станция Прибылово
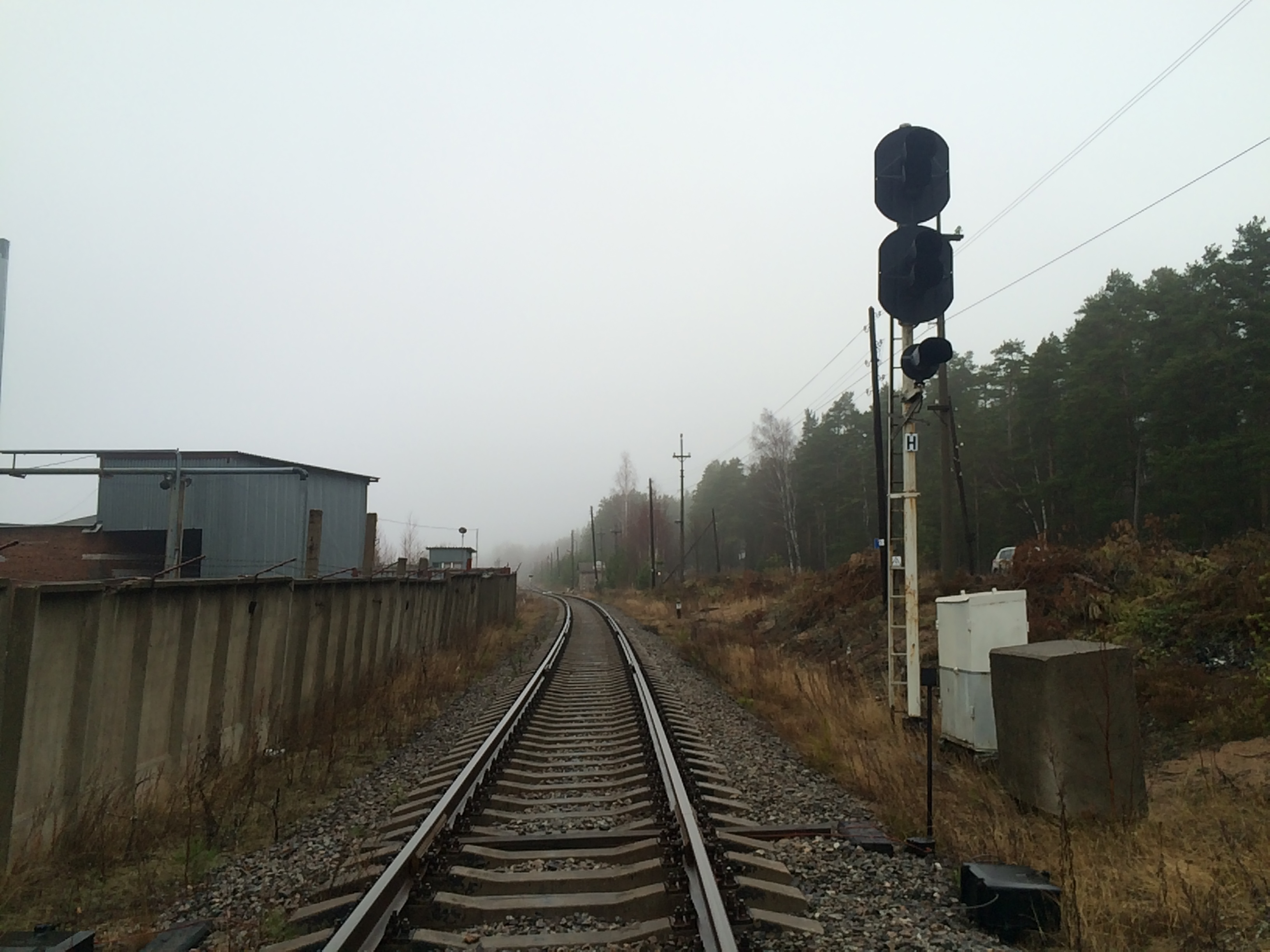
Выключенный входной светофор. Вид со стороны ст. Приморск.
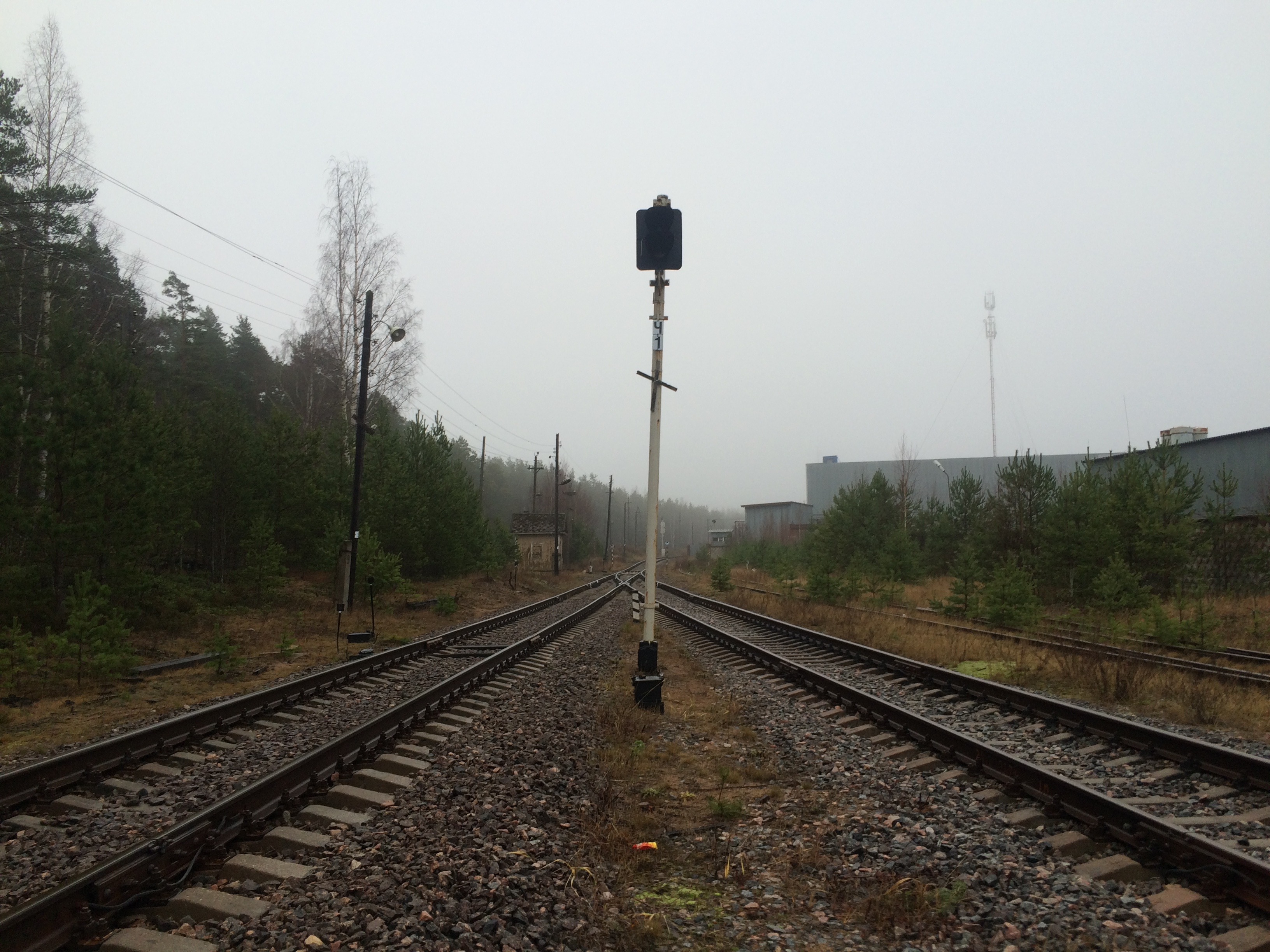
Выключенный выходной светофор. Вид в сторону ст. Приморск.
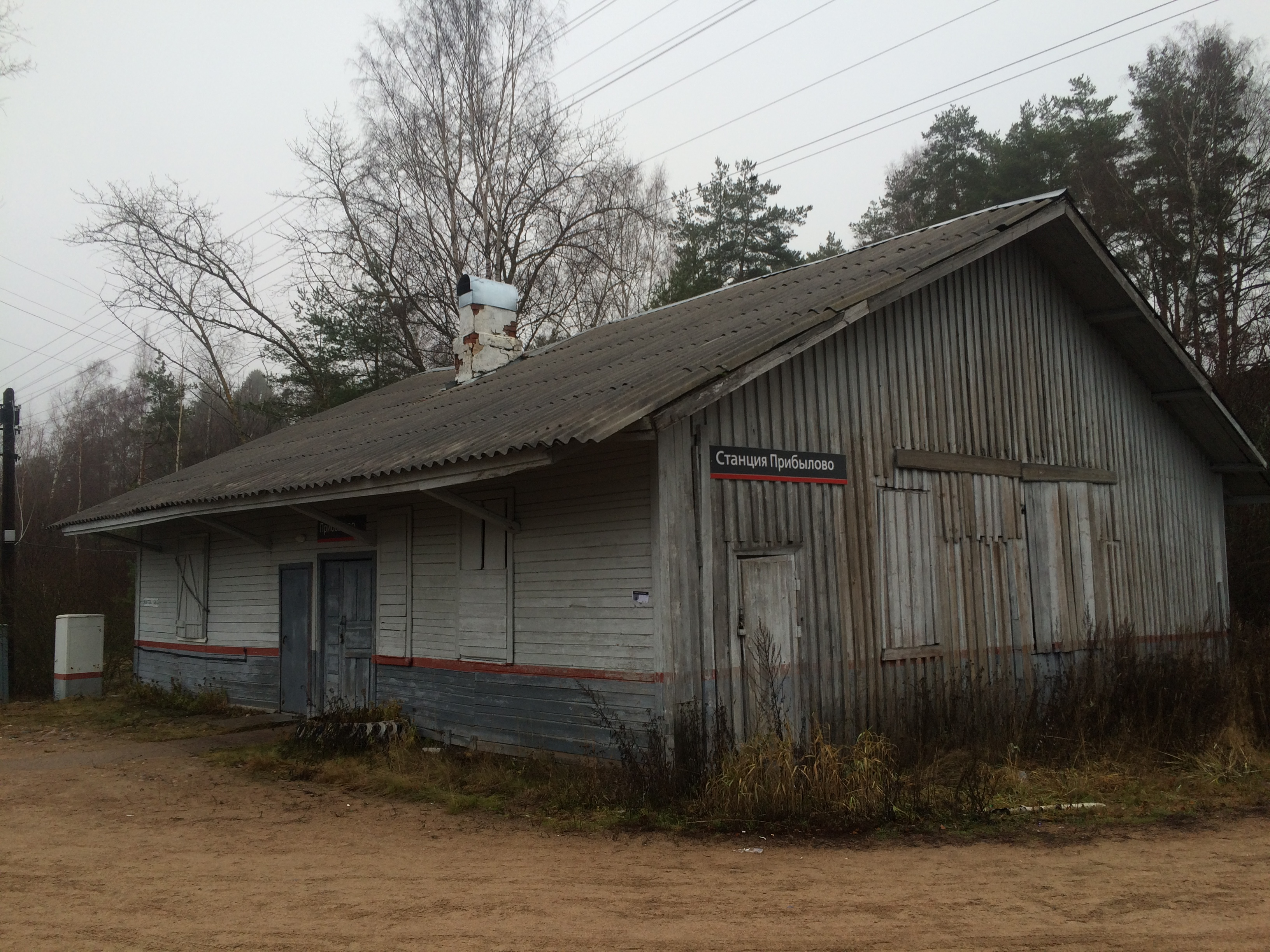
Пассажирское здание.
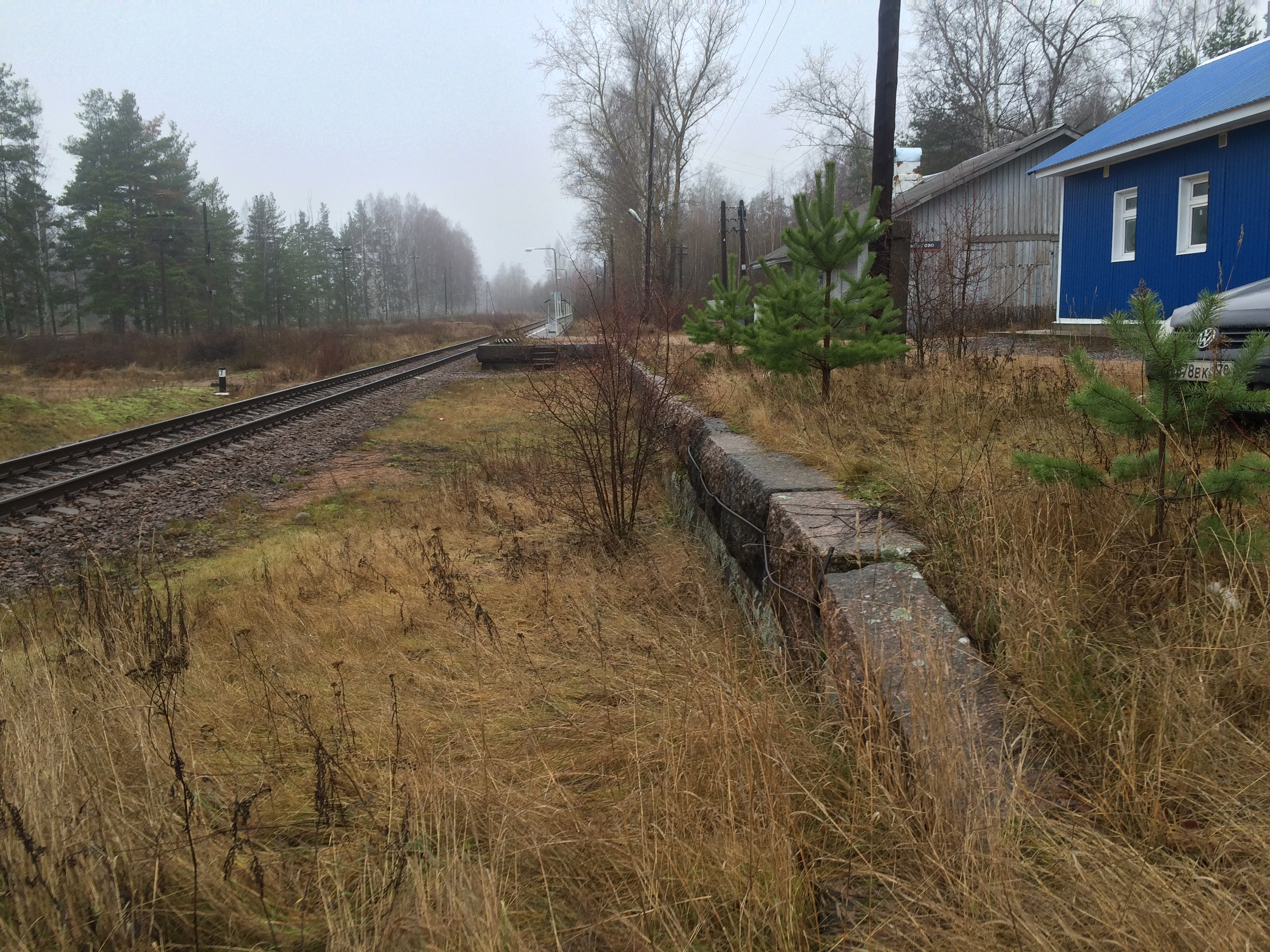
Грузовая платформа.
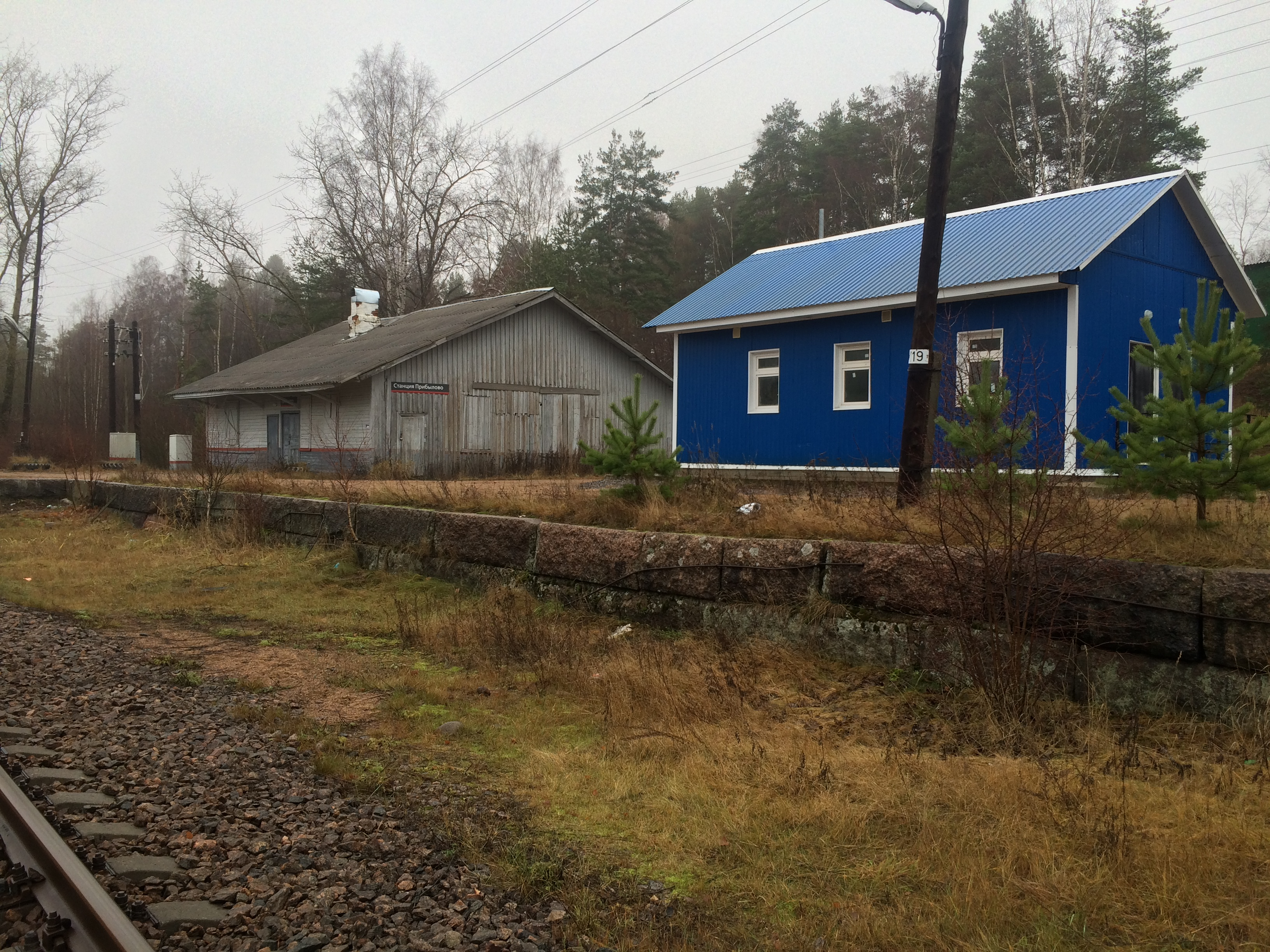
Грузовая платформа.
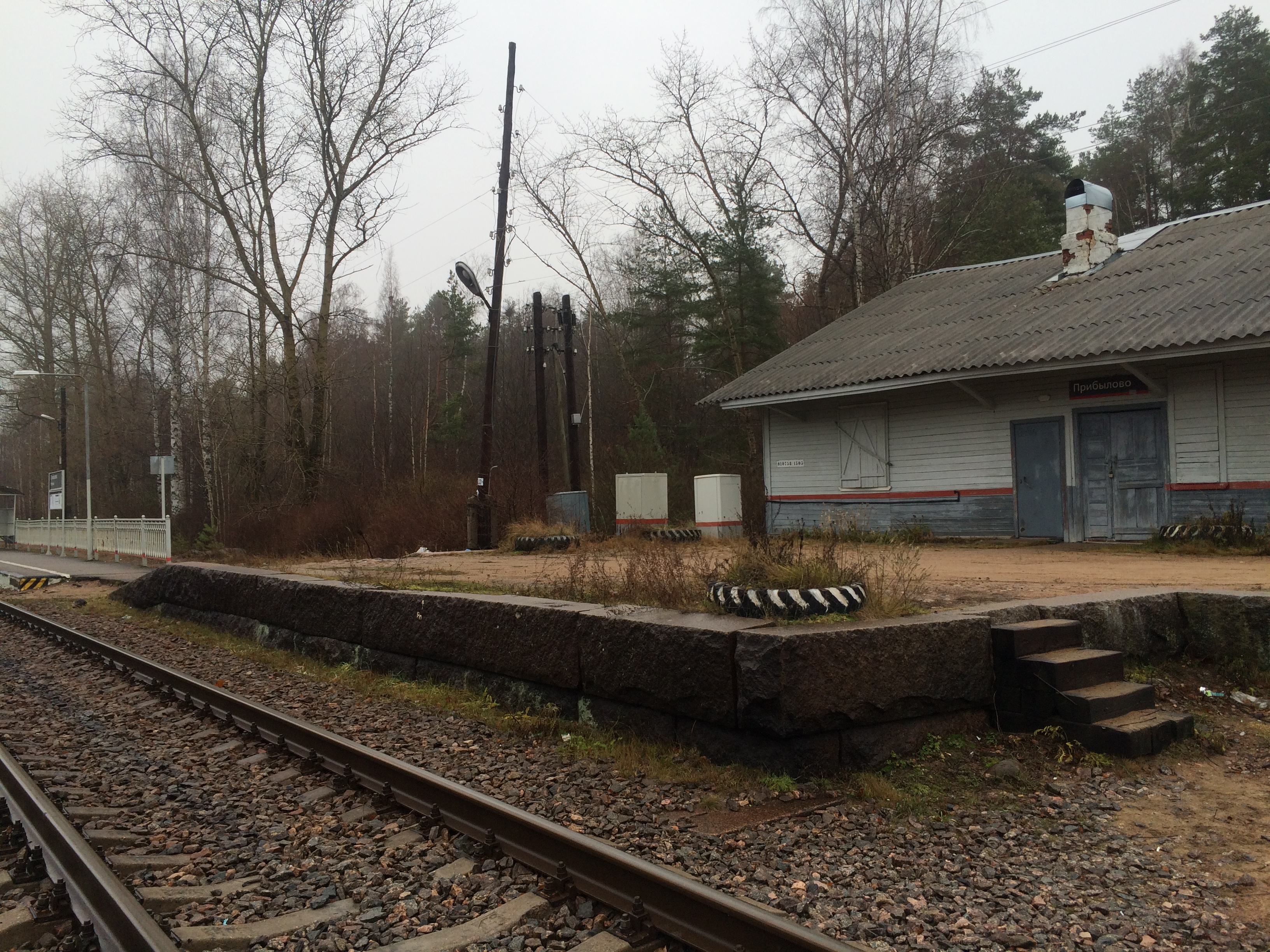
Багажная платформа.
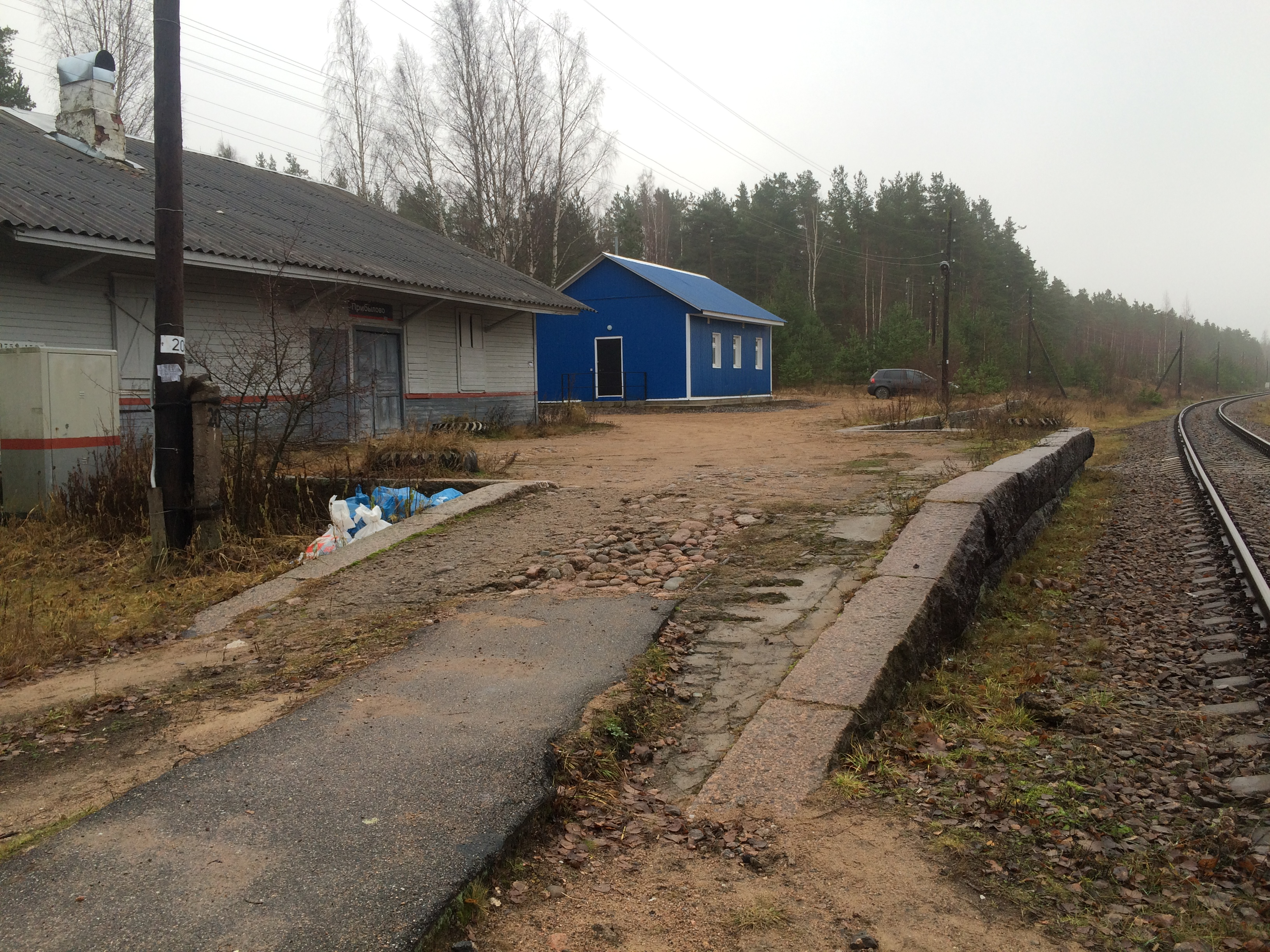
Багажная платформа.
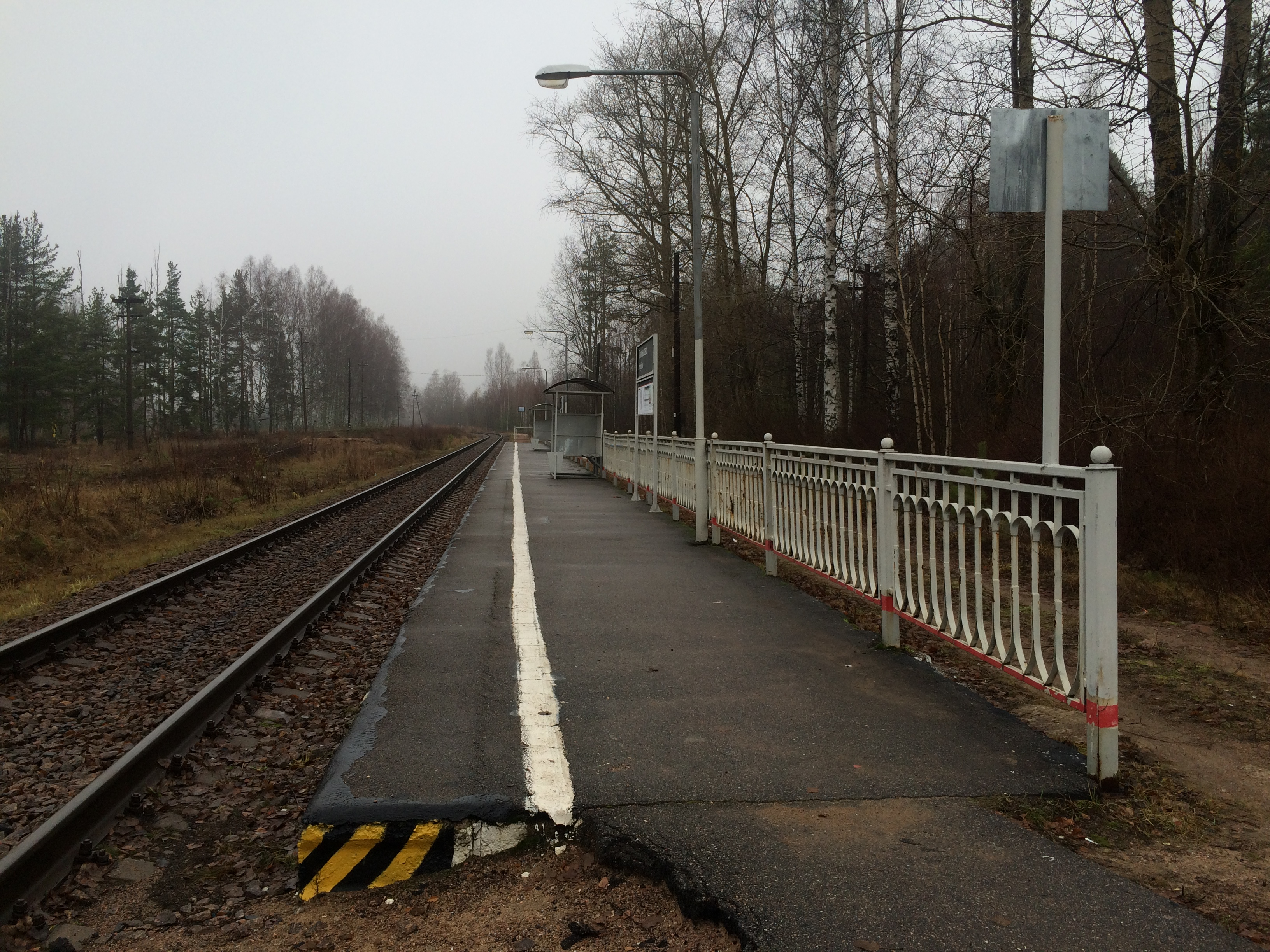
Вид в сторону ст. Советский.
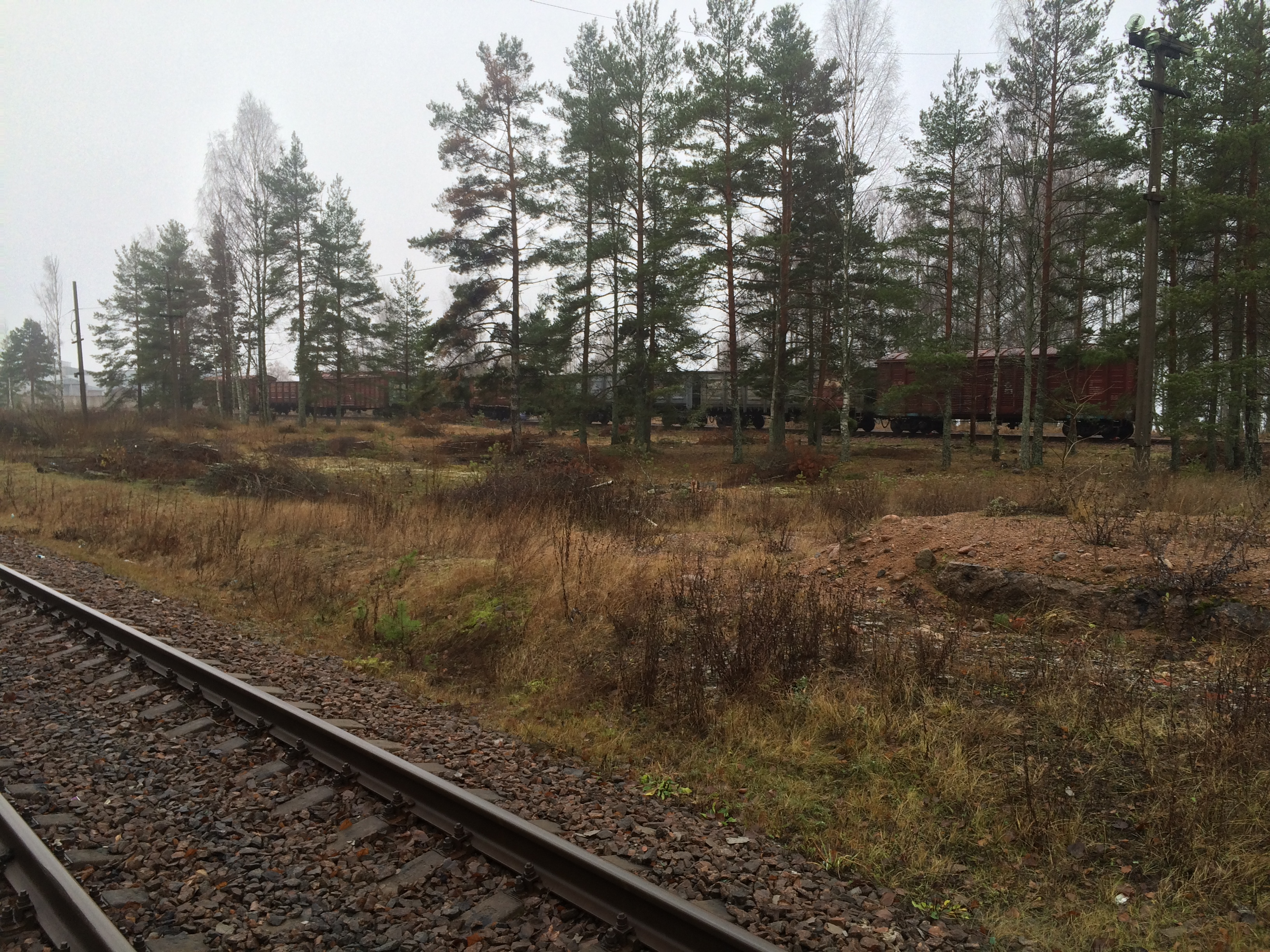
Боковые пути.
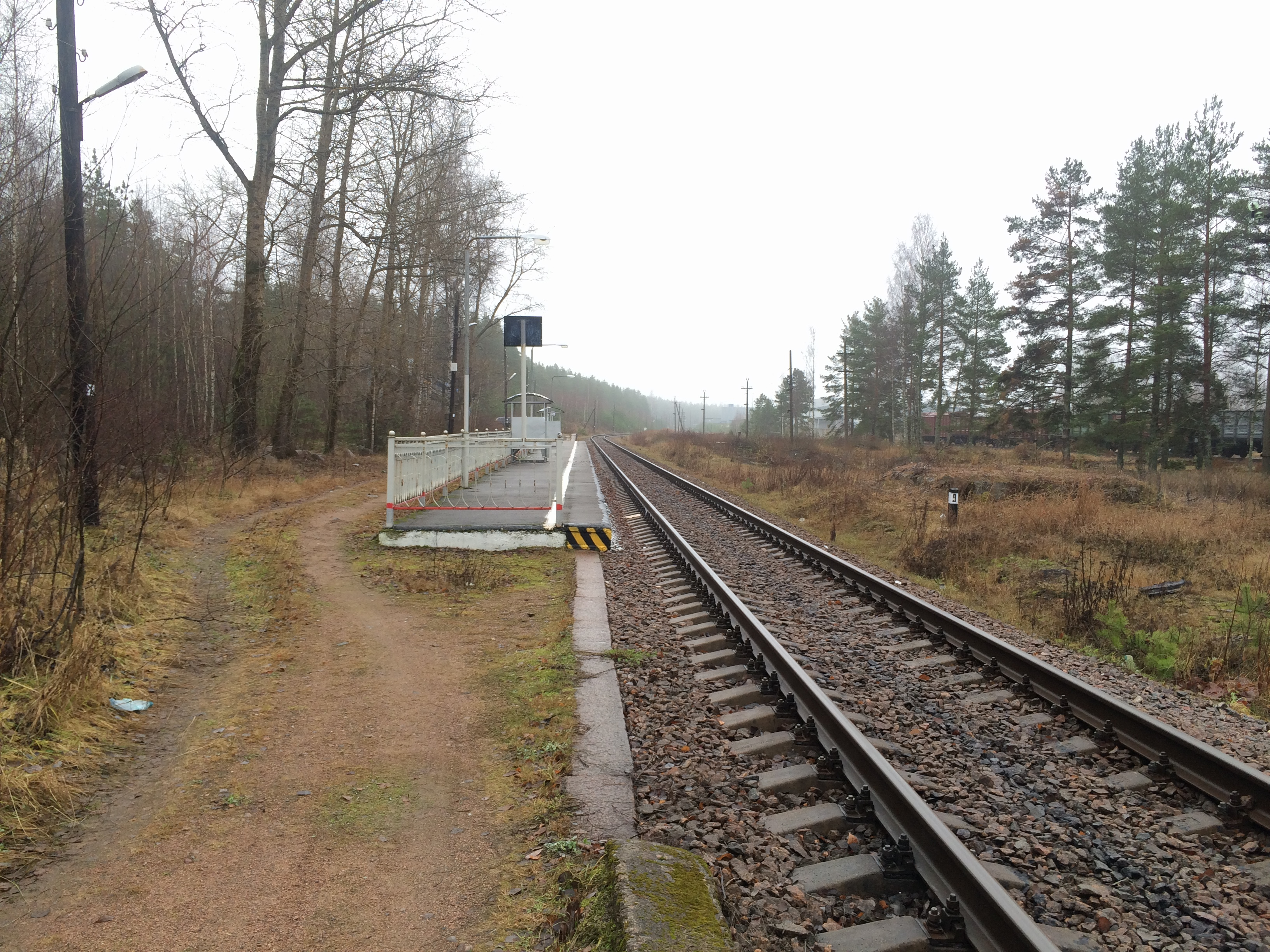
Вид в сторону ст. Приморск.
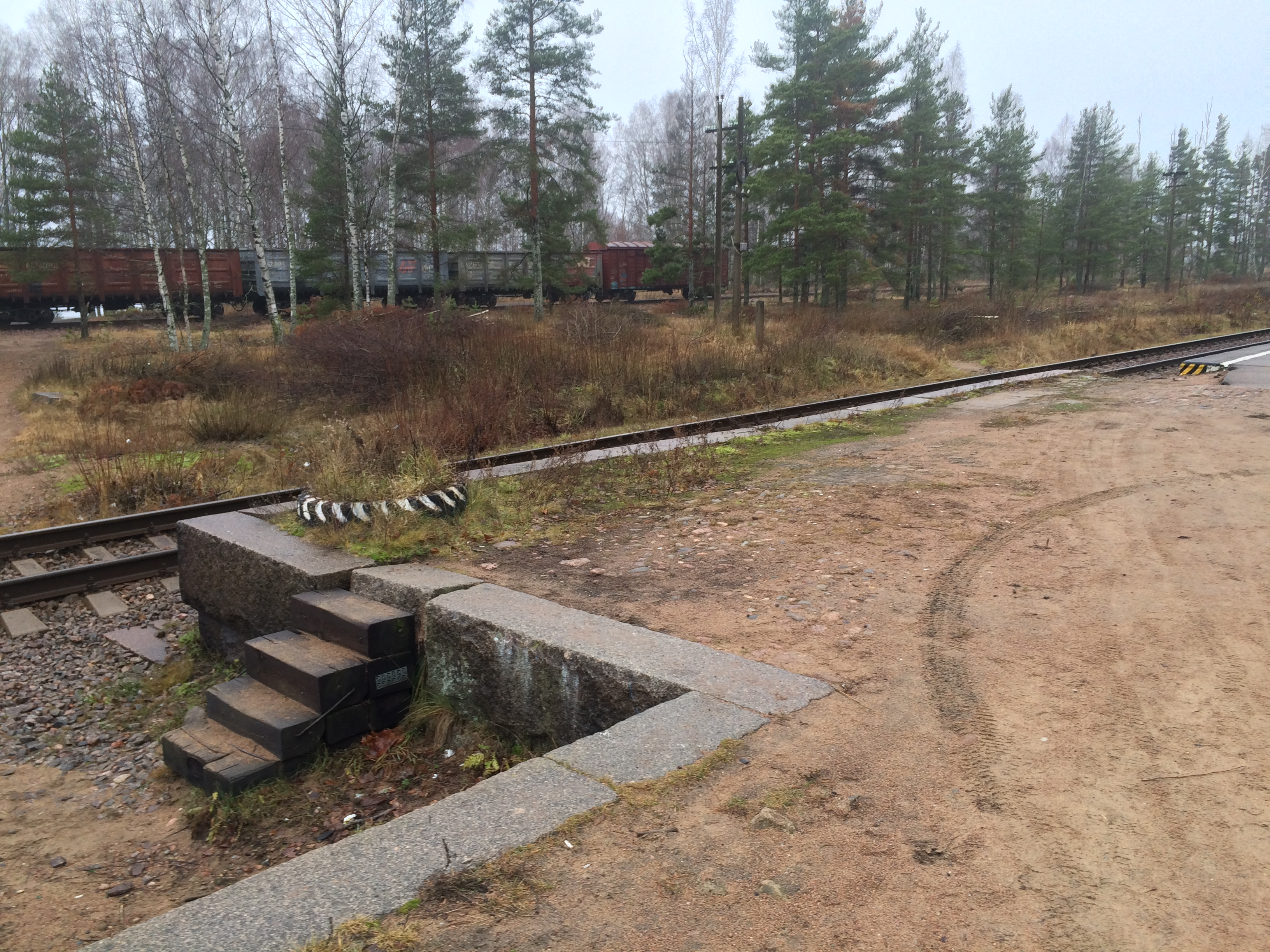
Высокие платформы.
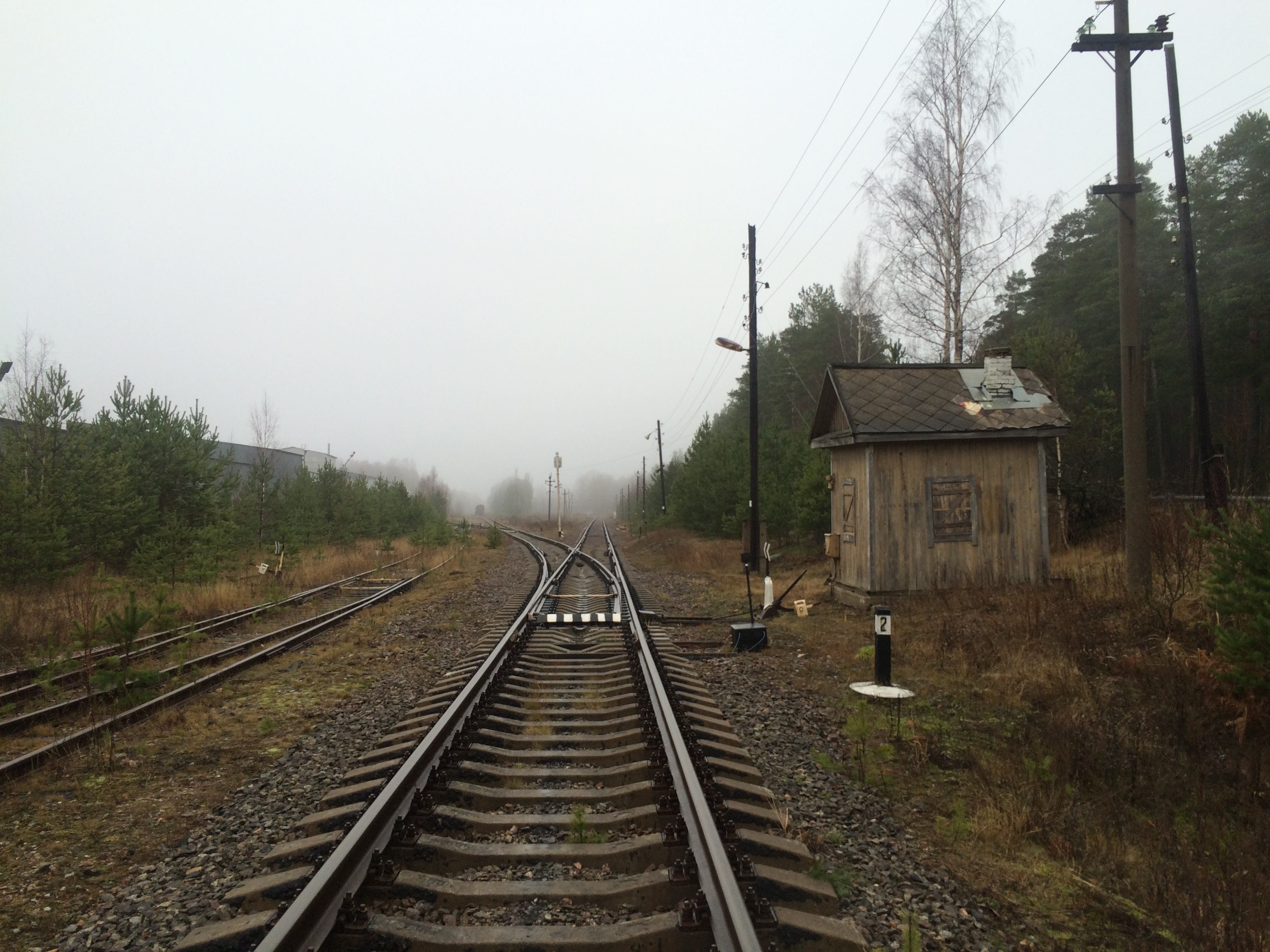
Подъездные пути к Керамическому заводу (слева) и стрелочный пост № 1 (справа).